# Rocket Man (chanson)
Pour les articles homonymes, voir Rocket Man.
Singles de Elton John
Tiny Dancer
(1972) Honky Cat
(1972)
Rocket Man, sous-titrée (I Think It's Gonna Be a Long, Long Time), est une chanson d'Elton John parue en single en 1972, puis sur son cinquième album, Honky Château, sorti la même année. Elle rencontre un grand succès, se classant 2e au Royaume-Uni et 6e aux États-Unis.
Les paroles, écrites par Bernie Taupin, décrivent les sentiments d'un astronaute qui part en mission dans l'espace, loin de sa famille. Elles s'inspirent d'une nouvelle de Ray Bradbury, L'Homme de l'espace (The Rocket Man), présente dans le recueil L'Homme illustré (1951). La même nouvelle a également inspiré une chanson au groupe de folk psychédélique américain Pearls Before Swine, également intitulée Rocket Man et parue deux ans avant celle d'Elton John sur l'album The Use of Ashes.
Rocket Man figure à la 245e position du classement des 500 plus grandes chansons de tous les temps.
La chanson a donné son nom au film biographique sur Elton John sorti en 2019.

## Personnel
- Elton John – piano, chant
- David Hentschel – synthétiseur ARP
- Davey Johnstone – guitare slide électrique, guitare acoustique, chœurs
- Dee Murray – basse, chœurs
- Nigel Olsson – batterie, chœurs

## Reprises
- Kate Bush sur l'album-hommage Two Rooms: Celebrating the Songs of Elton John & Bernie Taupin (1991)
- Me First and the Gimme Gimmes sur l'album Have a Ball (1997)
- My Morning Jacket sur l'album Early Recordings : Chapter 1 : the Sandworm Cometh (2004). Cette version a été présentée dans l'épisode pilote de la série originale Californication de la chaîne américaine Showtime.
- David Fonseca sur l'album Dreams in Colour (2007)
- Puddle of Mudd sur l'album Re:(disc)overed (2011)
- Ninja Sex Party sur l'album Under the Covers: Volume 2 (2017)
- Get Well Soon sur l'album Greatest Hits

## Dans la culture populaire
- En 2003, la chanson accompagne le suicide de Megan O'Hara dans le 10e épisode de la saison 1 de Nip/Tuck[2].
- La chanson est présente durant la scène finale du finale de la deuxième saison de la série Blacklist, notamment quand Reddington vient chercher Liz pour l'aider à s'enfuir.
- La chanson est présente dans le film de 2017 Battle of the Sexes.
- La chanson est aussi présente dans la série Californication, elle est jouée lors des moments les plus émouvants de la série, quand le héros se sent affreusement seul.
- La chanson est également présente dans la série The Big Bang Theory , en effet elle apparaît dans l’épisode 15 de la saison 5 comme la sonnerie de téléphone d’Howard Wolowitz.
- Elle est également reprise par Taron Egerton, dans le film rendant hommage à Elton John, Rocketman.
- Dans le film Terminator Genisys, John dit à sa mère Sarah Connor pour la convaincre qu'il n'est pas un robot que Rocket man est son morceau préféré.